# Philippe Askenazy
Pour les articles homonymes, voir Askenazy.
Philippe Askenazy, né le 22 octobre 1971 à Toulouse, est un économiste français, directeur de recherche au CNRS, professeur associé à l’Ecole normale supérieure et chercheur à l’École d'économie de Paris.
Il participe au groupe de réflexion « La République des idées ». Il a été chroniqueur dans Les Échos et depuis janvier 2008 pour Le Monde. Il a participé à la rédaction d’un rapport du Centre pour la recherche économique et ses applications intitulé Les soldes de la loi Raffarin : Le contrôle du grand commerce alimentaire. Il est membre de l'association Les économistes atterrés. Il est Young Leader (2005) de la French-American Foundation.
Selon RePEc, Askenazy fait partie des 150 économistes français les plus cités dans le monde.

## Biographie
Philippe Askenazy est admis à l'École normale supérieure de la rue d'Ulm en 1991.
Après un DEA en mathématiques à l'université Paris VII (1993), il est agrégé de mathématiques en 1994, puis il obtient le DEA « Analyse et politiques économiques » en 1995 à l'EHESS où il a pour professeur Daniel Cohen.
En 1999, il soutient une thèse de doctorat en sciences économiques sur le sujet : « Innovations technologiques et organisationnelles : internationalisation et inégalités » dont le président du jury est Jean Tirole. Il soutient son habilitation à diriger des recherches (HDR) en 2003 à l'Université Paris 1.
Depuis 2016, il est membre du comité d'éthique du CNRS.

## Positions en économie

### Croissance ou décroissance économique?
Le 19 avril 2013, au cours de l'émission de télévision culturelle Ce soir (ou jamais !), présentée par Frédéric Taddeï, il évoque une « erreur de calcul » (cinq États non pris en compte) commise par des économistes du FMI sur la croissance et à l'origine des « politiques d'austérité ».

### Le capitalisme de la rente
Dans son essai intitulé Tous rentiers ! Pour une autre répartition des richesses (2016), il montre comment la propriété foncière a tout envahi, y compris les domaines de la connaissance (ce qu'on appelle l'économie de la connaissance), en particulier à travers l'internet, les bases de données, devenues la propriété de géants comme Facebook ou Google, mais aussi les biotechnologies, les logiciels, les brevets. Selon lui, ces sociétés, qui sont quasiment sans concurrents, que l'on considère comme très innovantes, créatrices de richesses, tiennent davantage leur valeur de la rente que de l'innovation. Ce système a pour conséquence un accroissement des inégalités, car il multiplie les situations de rente.
Le phénomène de la recherche de rente a en fait été décrit dès 1967 par l'économiste américain Gordon Tullock.

## Positions politiques
À l'élection présidentielle française de 2012, il apporte son soutien à François Hollande.
Pour la présidentielle de 2017, Philippe Askenazy fait partie des économistes ne prenant pas position en faveur d'hommes politiques ou de partis politiques. Il déclare à ce sujet : « Cela me permet de librement commenter, critiquer si besoin, la cohérence des propositions économiques des uns et des autres. »

## Publications
- Partager les richesses, Éditions Odile Jacob, 2019
- Tous rentiers ! Pour une autre répartition des richesses, Éditions Odile Jacob, 2016
- 5 crises - 11 nouvelles questions d'économie contemporaine, sous la direction de Philippe Askenazy et Daniel Cohen, Éditions Albin Michel, 2013
- Le partage de la valeur ajoutée, Paris, La Découverte, 2011
- Les Décennies aveugles - Emploi et croissance - 1970-2010, Paris, Éditions du Seuil, 2011
- Manifeste d’économistes atterrés. Crise et dettes en Europe. 10 fausses évidences, 22 mesures en débat pour sortir de l'impasse (avec André Orléan, Henri Sterdyniak et Thomas Coutrot) Paris, Les liens qui libèrent, 2010  (ISBN 2918597260)
- 16 nouvelles questions d'économie contemporaine (Tome 2), sous la direction de Philippe Askenazy et Daniel Cohen, Paris, Éditions Albin Michel, 2010
- 27 Questions d'économie contemporaine (Tome 1), sous la direction de Philippe Askenazy et Daniel Cohen, Paris, Éditions Albin Michel, 2008
- Organisation et intensivité du travail, Paris, Octarès Éditions, 2006 (avec Damien Cartron, Frédéric de Coninck, Michel Gollac)
- Les désordres du travail : enquête sur le nouveau productivisme, Paris, Éditions du Seuil, 2004
- La Croissance moderne, Paris, Economica, 2002 — prix de l’Académie des sciences morales et politiques
- L'évolution du marché du travail français, 2000-2017, IZA World of Labor, 2018